# Josh Randall
Josh Randall (ur. 27 stycznia 1972 w Pacific Grove) – amerykański aktor telewizyjny, znany głównie z roli doktora Mike’a Burtona z serialu NBC pod tytułem Nie ma sprawy. W Polsce znany głównie za sprawą udziału w odcinku The Other 48 Days serialu Zagubieni, gdzie wcielił się w rolę Nathana.